# Douglas Din
Douglas Din, de son vrai nom Douglas Nascimento da Silva (né le 21 octobre 1990 à Belo Horizonte, Minas Gerais), est un rappeur brésilien. Ses performances sur scène lui valent une certaine reconnaissance dans tout le Brésil et son talent lui permet, entre autres, de remporter la deuxième place de la Liga dos MCs en 2009, du Duelo Sangue B de MTV en 2011 et le titre de champion du Duelo de MCs Nacional en 2012 et 2013.

## Biographie
Douglas Din est un habitant de Vila Santana do Cafezal, situé dans l'Aglomerado da Serra, et il a 16 ans lorsqu'il découvre le Duelo de MCs, qui en est encore à ses débuts. Din a un objectif simple, qui est d'alléger l'atmosphère de violence qui régnait dans la banlieue. Il estime que le mouvement hip-hop l'a aidé à élargir sa vision du monde.
En 2013, Douglas Din est sacré double champion national du Duelo de MCs. La finale de 2013 l'oppose à MC Koell et est si disputée qu'elle se déroulé en trois rounds. Douglas l'emporte grâce aux votes des juges et du public présent.
En 2014, Din sort son premier album intitulé Causa Mor. L'album compte avec la participation du collectif Família de Rua, et des MCs Matéria Prima et Vinicin. Sérgio Giffoni est responsable de la production d'une grande partie des titres de l'album, qui compte également avec des productions de Coyote Beatz et DJ Cost.
En 2017, Douglas Din participe au spectacle organisé au palais des arts de Belo Horizonte pour célébrer une décennie du Duelo des MCs.

## Discographie

### Albums studio
- 2014 : Causa Mor

### Clips
- 2014 : Mestre Sem Cerimônia
- 2015 : Preto
- 2018 : Yellow (prod. Enece)

## Distinctions
- Vice-champion de la Liga dos MCs 2009
- Champion du Duelo de MCs Nacional 2012
- Champion du Duelo de MCs Nacional 2013[5]